# Robert Lucien Mutel
Robert Lucien Mutel (* 1946) ist ein amerikanischer Professor für Astronomie an der University of Iowa. Er forscht auf dem Gebiet der Radioastronomie. 
Er schloss sein Studium der Physik an der Cornell University (Ithaca) 1968 ab und promovierte zu Ph.D. in Astrophysik an der University of Colorado (Boulder) 1975. Von 1968 bis 1970 war der Physiker im US-Antarktis-Forschungsprogramm. 
Ab 1975 war er Assistant Professor an der University of Iowa. 1980 wurde er an der gleichen Universität Associate Professor und 1986 Professor. 1985 war er als Gastwissenschaftler an der Bureau des Longitudes in Paris und 1998 als Gastronom an der National Radio Astronomy Observatory.
Nach ihm ist der Mutel Peak in der Antarktis benannt.